# Посольство Германии в Анкаре
Посольство Германии в Анкаре — дипломатическая миссия, представляющая интересы Германии в Анкаре с 1925 года.
После распада Османской империи и победоносной освободительной войны под предводительством Мустафы Кемаля Ататюрка 29 октября 1923 года в Анкаре была провозглашена Турецкая Республика и Анкара была объявлена её столицей. Дипломатические миссии, ранее базировавшиеся в Стамбуле, поначалу не проявляли особого желания переезжать в новую столицу. После представительства молодого СССР представительство Германского Рейха было вторым, кто выполнил просьбу в 1925 году.
Посольство Германии в Анкаре находится рядом с посольством Италии в районе посольств города на бульваре Ататюрк. Пока Анкара не была объявлена столицей Ататюрком в 1923 году, посольство Германии находилось в Стамбуле, Бейоглу. Сегодня там расположены Генеральное консульство Германии и Немецкий археологический институт. На посольской земле площадью около 65 000 квадратных метров расположены офисы и жилые помещения, а также резиденция посла с 1928 года. Самым молодым зданием на территории посольства является Юридический и консульский отдел, расположенный на Парижской улице.
В консульский округ Посольства входят все провинции Турции, за исключением провинций Эгейского региона (зона ответственности Ген.консульства в Измире); трёх провинций Средиземноморского региона Бурдур, Ыспарта и Анталья (зона ответственности консульства в Анталье); Мраморноморского региона (зона ответственности Ген.консульства в Стамбуле).
Офисное здание расположено на участке площадью 60 000 м², который в 1924 году был приобретён тогдашним немецким рейхом. Помимо офисов, здесь также расположены служебные апартаменты и, с 1928 года, резиденция посла.